# Petrus Purmerent

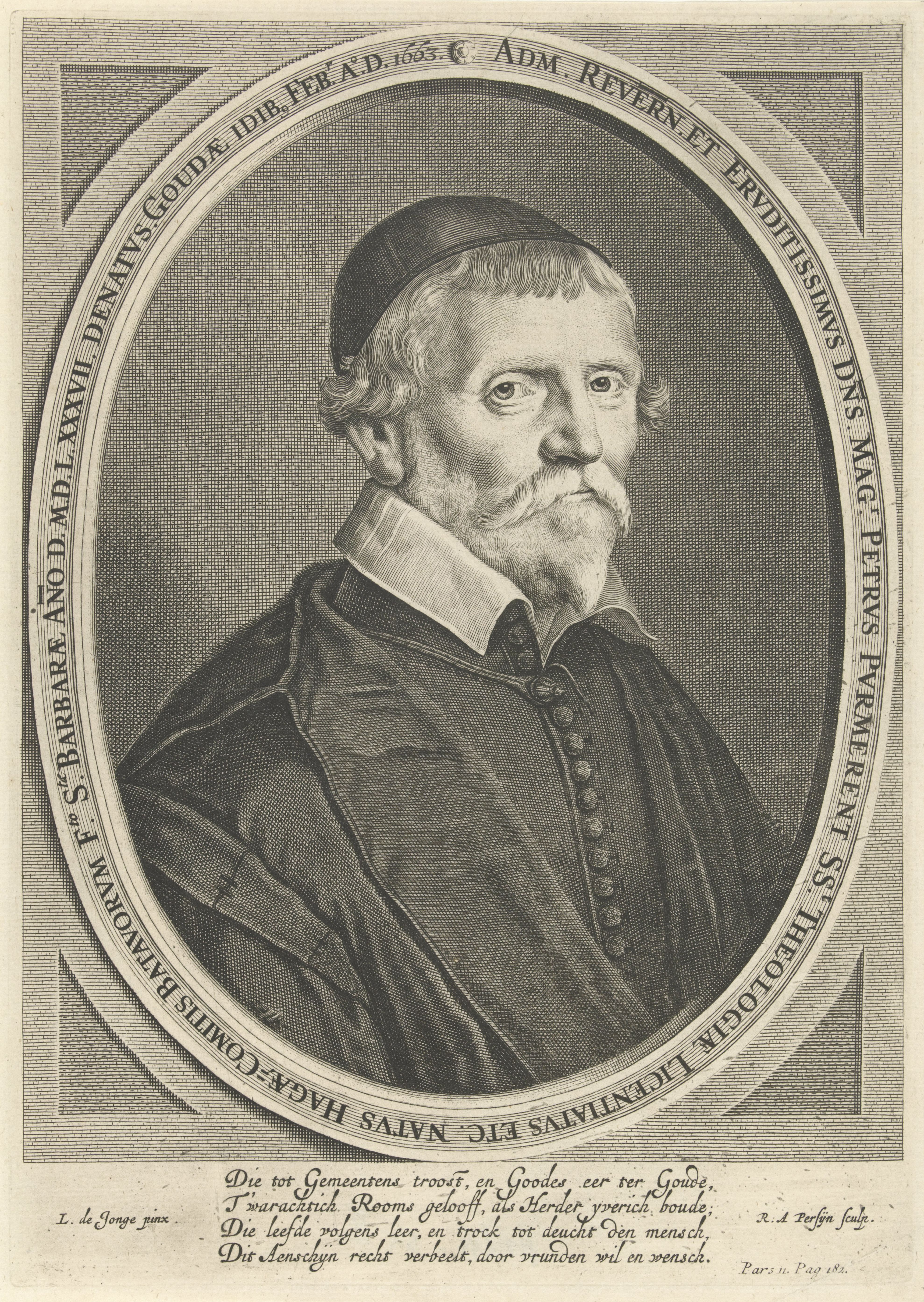
Petrus Purmerent (1587-1663), gravure van Reinier van Persijn uit omstreeks 1663 naar Ludolf de Jongh

Petrus Purmerent (Den Haag, 4 december 1587 – Gouda, 13 februari 1663) was een rooms-katholiek priester, stichter van de statie Sint Jan Baptist in Gouda en stimulator van de contrareformatie in Gouda.

## Leven en werk
Purmerent was een zoon van de Haagse advocaat Henrik Purmerent en van Joanna Hey van Zeventer. Op dezelfde dag als zijn tweelingbroer Suitbertus werd hij in 1610 tot priester gewijd. Purmerent werd in 1615 naar Gouda gezonden met de opdracht om de voormalige parochie van de Sint-Janskerk weer op te bouwen. In de eerste jaren hield hij kerkdiensten in een huis tegenover de Sint-Janskerk, gelegen in de tegenwoordige tuin van het museum. Na 1620 werd de gematigde baljuw van Gouda Schaep vervangen door de ketterjager Cloots. Dat leidde regelmatig tot het verstoren van misvieringen en het opleggen van boetes en het betalen van recognitiegeld. Tegen het eind van de jaren twintig van de 17e eeuw werd het klimaat weer wat milder. Purmerent kocht een aantal woningen aan de Hoge Gouwe en de Raam en liet die ombouwen tot een nieuwe schuilkerk, gewijd aan  Johannes de Doper. In de 18e eeuw zou deze statie de basis worden van de Oudkatholieke Kerk van Gouda. Twee van de assistenten van Purmerent, Willem de Swaen en Gregorius Simpernel richtten, weliswaar tegen de zin van Purmerent, ook nieuwe staties op, respectievelijk de statie De Tol en de statie van de minderbroeders.

## Kunstopdrachten door Purmerent

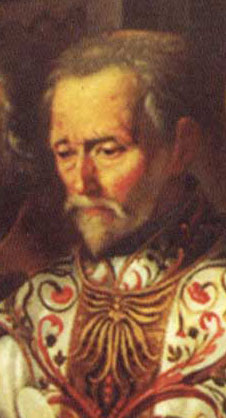
Petrus Purmerent afgebeeld als Bernardus van Clairvaux

De niet onbemiddelde Purmerent verstrekte opdrachten aan kunstenaars voor het vervaardigen van altaarstukken en andere schilderijen. De schilder Wouter Crabeth was de belangrijkste uitvoerend kunstenaar, die in opdracht van Purmerent onder meer het altaarstuk Maria Hemelvaart maakte. Daarnaast vervaardigde hij ook voor Purmerent de Ongelovige Thomas, de Aanbidding der Koningen en Bernardus van Clairvaux bekeert Willem van Aquitanië. Op dit laatste schilderij is Purmerent zelf afgebeeld als Bernardus van Clairvaux.  De zilversmeden Thomas Bogaert uit Amsterdam en H.J. de Vrije uit Utrecht vervaardigen diverse zilveren kunstvoorwerpen voor de statie van Purmerent.
In 1660 werd het vijftigjarig priesterschap van Purmerent uitbundig in Gouda gevierd. Daarvoor was met het stadsbestuur al de afspraak gemaakt dat tegen een jaarlijks betaling geen invallen meer tijdens kerkdiensten zouden plaatsvinden. Purmerent overleed in februari 1663.
Op de door Reinier van Persijn gemaakte gravure staat de volgende tekst over Purmerent te lezen:
Die tot Gemeentens troost, en Godes eer ter Goude,
T warachtich Rooms gelooff, als Herder yverich boude,
Die leefde volgens leer en trock tot deucht den mensch
Dit Aenschijn recht verbeelt, door vrunden wil en wensch.